# Římskokatolická farnost Vladislav
Římskokatolická farnost Vladislav je jedno z územních společenství římských katolíků v obci Vladislav s farním kostelem Nejsvětější Trojice.

## Území farnosti
- Hostákov – kaple–zvonice
- Smrk – kaple Srdce Panny Marie
- Valdíkov – kaple–zvonice
- Vladislav s farním kostelem Nejsvětější Trojice

## Historie farnosti
Farní budova po třicetileté válce budova chátrala a v roce 1674 byla zbořeništěm. V roce 1728 byla vystavěna nová budova, která měla dva pokoje a kuchyň. Patřilo k ní hospodářské stavení, které 9. dubna 1858 daroval děkan Jan Janoušek faráři ve Vladislavi, Petru Klimentovi. 19. března 1867 se začalo s kopáním studny. Po dlouhou dobu nebylo potřeba dalších oprav. Až v roce 1900 se musely provést další opravy. Fara měla nová okna a pěknou fasádu. Na tyto opravy hodně přispívali i vladislavští farníci.

## Duchovní správci
Od 1. září 2004 byl farářem R. D. Mgr. Jiří Bradáč.Od 1. listopadu 2015 byl ustanoven administrátorem excurrendo ad interim R. D. Mgr. Jiří Polach. Toho od 1. dubna 2016 vystřídal jako administrátor ad interim řeholní kněz D. PhDr. Jindřich Zdík Zdeněk Charouz, Th.D., OPraem. Ten byl v září 2016 ustanoven farářem. V září roku 2022 byl D. PhDr. Jindřich Zdík Zdeněk Charouz, Th.D., OPraem povolán do kláštera v Želivi a administrátorem excurrendo in materialibus farnosti se stal 1. října 2022 R. D. Pavel Opatřil, farář farnosti Třebíč-zámek, který je od roku 2025 současně s tím děkanem třebíčského děkanství. Duchovní potřeby farnosti pak jsou ve správě faráře z Třebíče-Jejkova.

## Bohoslužby
| Kostel                     | Místo     | Bohoslužba         | Bohoslužba                     | Poznámka     |
| -------------------------- | --------- | ------------------ | ------------------------------ | ------------ |
| Kostel Nejsvětější Trojice | Vladislav | neděle pátek       | 7.30 18.00 v létě 17.00 v zimě | farní kostel |
| Kaple                      | Hostákov  | 2. sobota v měsíci | 8.00                           | kaple        |
| Kaple Srdce Panny Marie    | Smrk      | 3. úterý v měsíci  | 19,00 v létě 17,00 v zimě      | kaple        |

## Aktivity farnosti
Pouť se koná týden po svatodušních svátcích.
Dnem vzájemných modliteb farností za bohoslovce a bohoslovců za farnosti brněnské diecéze je 5. květen. Adorační den připadá na nejbližší neděli po 4. květnu.